# Napier & Son
Pour les articles homonymes, voir Napier.

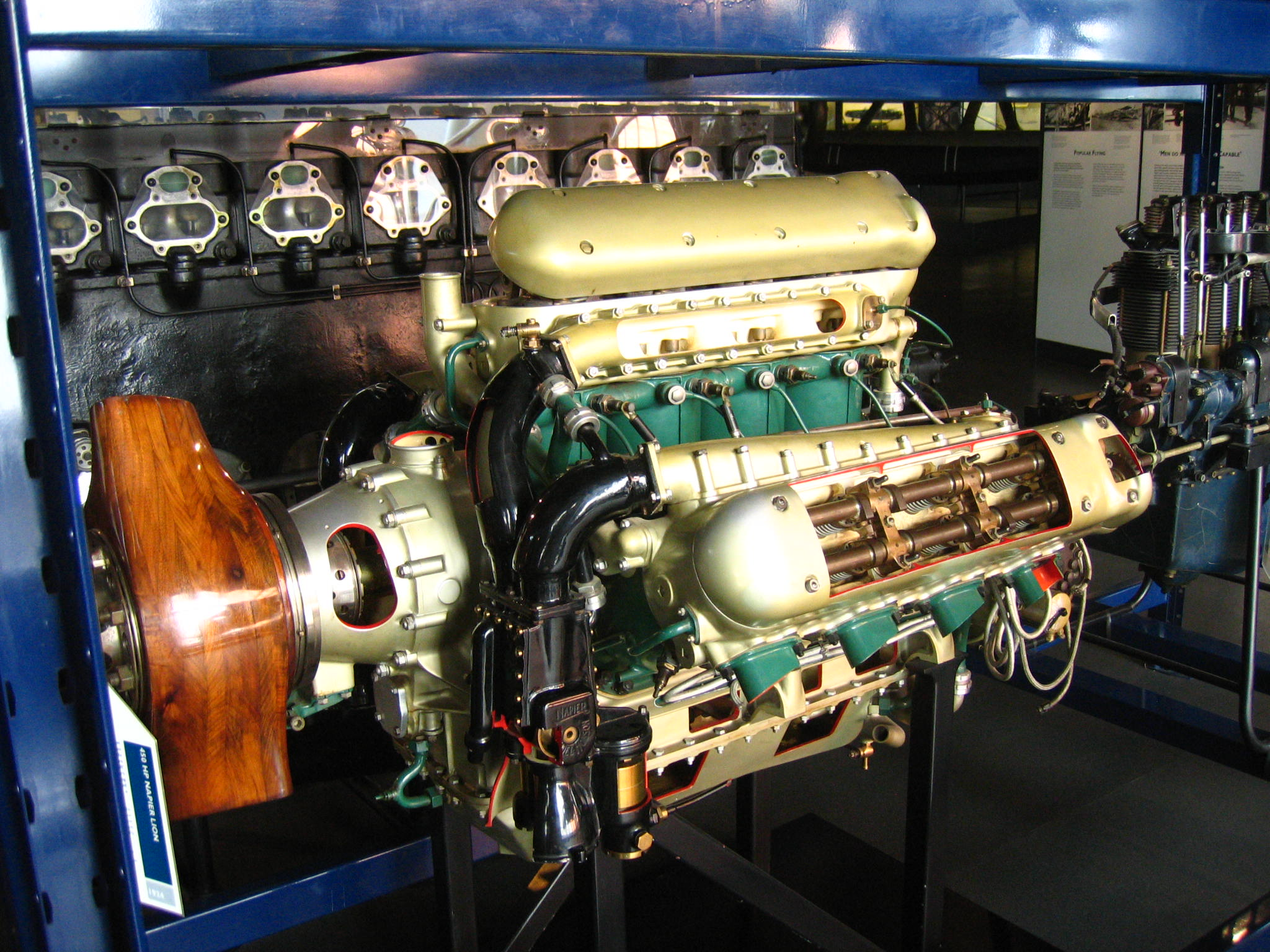
Un moteur Napier Lion

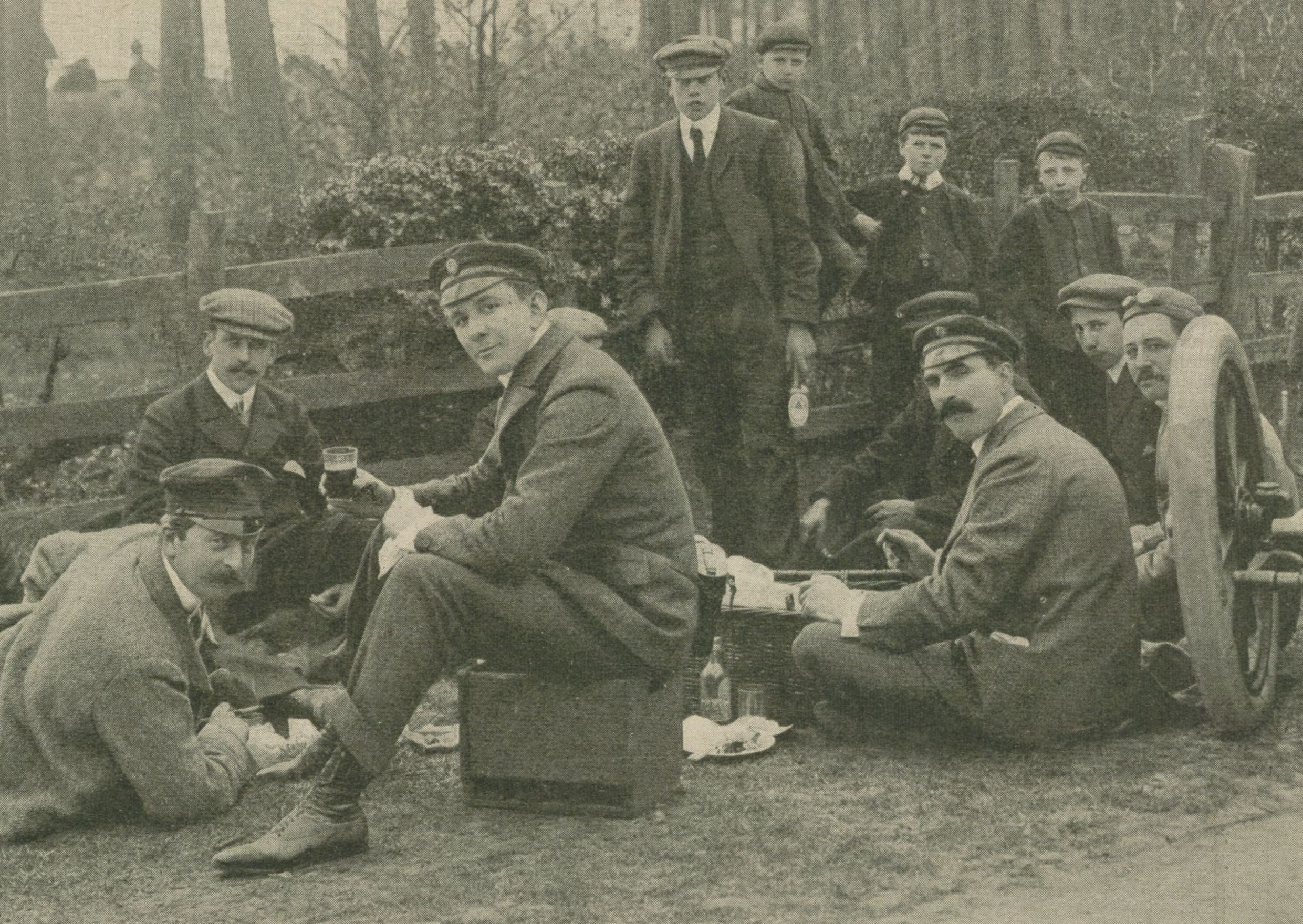
Équipe anglaise Napier en reconnaissance pour la coupe Gordon Bennett 1903 en Irlande (1er plan G. à D. J.W. Stocks, Ch. Jarrott, et S.F. Edge).

D. Napier & Son Limited est un ancien constructeur de moteurs britannique. Avant la Première Guerre mondiale, Napier construit des moteurs pour l'automobile puis devient l'un des plus importants fabricants de moteurs d'avions de la première moitié du XXe siècle. Le Napier Lion est le moteur d'avion le plus puissant des années 1920 et les dernières versions du Napier Sabre développent 3 500 chevaux.

## Les débuts
L'ingénieur écossais David Napier (en) fonde sa compagnie en 1808 à Londres. Il conçoit notamment une presse à imprimer à vapeur qui est utilisée par Hansard et par des journaux. Il s'installe à Lambeth, au sud de Londres, en 1830.
La société devient Napier & Son (« Napier & fils ») en 1848 lorsque James Napier, le fils de David, en devient associé. Entre 1840 et 1860, Napier & Son prospère et fait travailler entre 200 et 300 personnes. Ils conçoivent une grande variété de produits, comme des centrifugeuses destinées à la fabrication du sucre, des machines-outils, des grues, etc.
James succède à son père en 1867 et, après la mort de celui-ci, oriente Napier & Son vers la fabrication de machines-outils de précision pour la fabrication de pièces de monnaie et l'impression de billets de banque et de timbres. Bien qu'étant un excellent ingénieur, James Napier est un médiocre homme d'affaires, au point que l'entreprise ne compte plus que sept employés en 1895. James tente de la vendre sans succès.

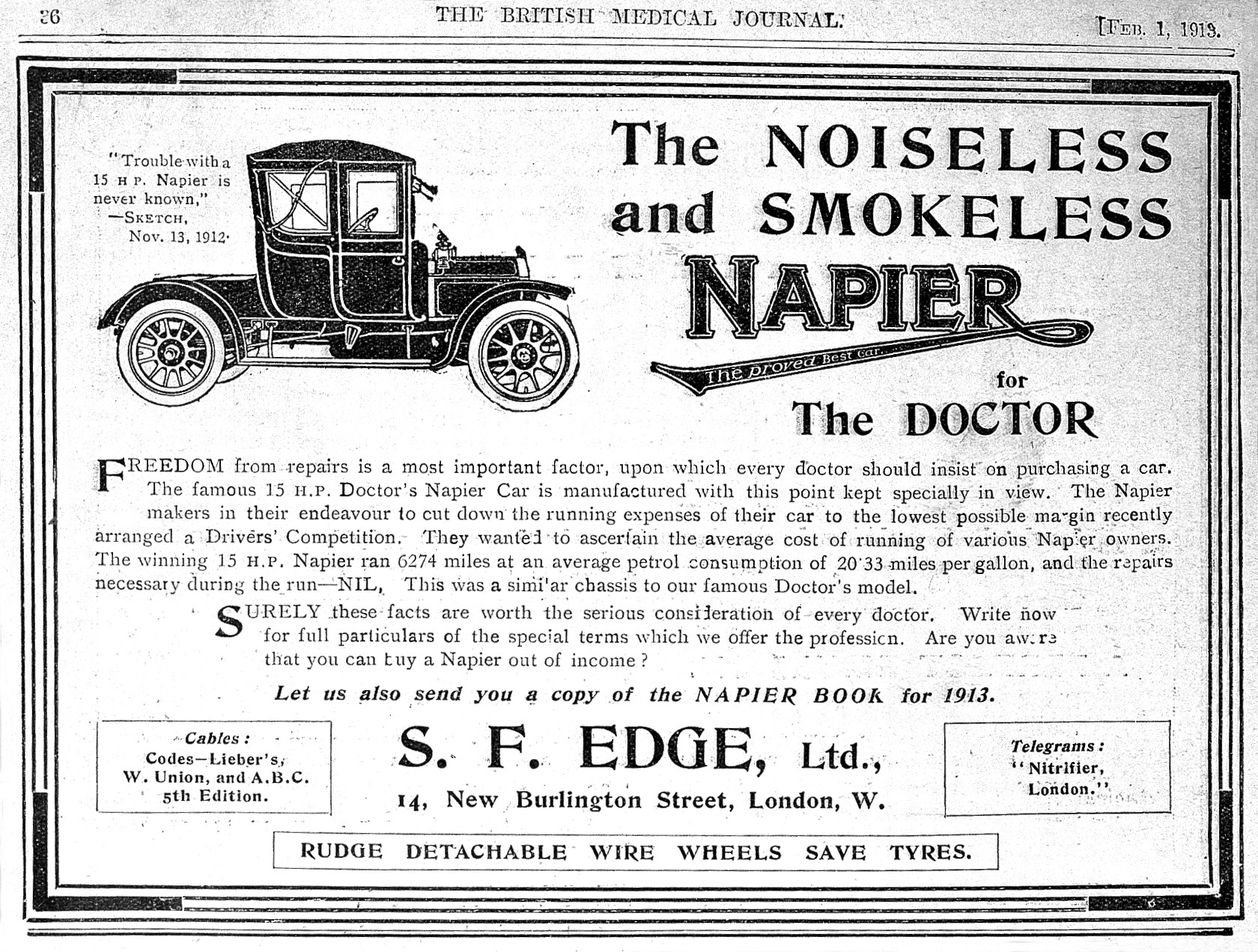
Publicité de S. F. Edge vantant les mérites des voitures Napier, 1913

Montague, le fils de James, hérite alors de l'entreprise. Il rencontre l'homme d'affaires et amateur de vitesse australien S.F. Edge et modifie sa Panhard en remplaçant sa barre franche originelle par un volant directionnel et en améliorant la lubrification. Insatisfait, Napier propose de remplacer le moteur Panhard par un moteur de sa conception de huit chevaux à double cylindres verticaux. Impressionné, Edge encourage Napier à développer ses propres automobiles. Edge fonde avec le député Harvey du Cros (en) la Motor Power Company, s'engageant à acheter l'intégralité de la production de Napier & Son. Les six premières voitures, trois de deux cylindres (8 ch) et trois de quatre cylindres (16 ch), intégralement en aluminium et avec une transmission à chaîne, sont livrées le 31 mai 1900. Edge les paye 400 £ et les revend 500 £.
À la suite d'une dispute avec Edge en 1912, Napier rachète sa société et la production augmente pour atteindre environ 700 véhicules par an, principalement utilisés par les taxis de Londres.

## La Première Guerre mondiale et la réorientation vers la construction de moteurs d'avion
Au début de la Première Guerre mondiale, Napier construit des moteurs conçus par d'autres motoristes, notamment le RAF3 de Royal Aircraft Establishment et le Sunbeam Arab (en). Ce dernier se révèle peu fiable et Napier décide de développer son propre moteur. Le Napier Lion de 12 cylindres montés en W et 450 chevaux naît en 1916. Le Lion est un succès et surpasse les autres moteurs de l'époque. Il est également utilisé sur des voitures de vitesse, comme la Golden Arrow, qui bat le record de vitesse terrestre en 1929, avec 372,46 km/h. Napier & Son construit également 600 avions de chasse : 50 Royal Aircraft Factory R.E.7, 400 Royal Aircraft Factory R.E.8 et 150 Sopwith Snipe.
La construction d'automobiles se poursuit en parallèle. Napier fournit 2 000 camions et ambulances pour le War Office. La santé de Montague Napier décline peu à peu et il se retire en France, à Cannes en 1917. Il continue cependant à s'investir activement dans la société jusqu'à sa mort en 1931.
La production automobile civile reprend en 1919 avec la T75, une voiture de 6 cylindres. En raison de son prix élevé, les ventes sont faibles et Napier arrête la production en 1924. En 1931, Napier & Son tente de racheter Bentley en faillite mais est finalement devancé par Rolls-Royce. Le dernier projet automobile de Napier est un poids-lourd tricycle mais il est vendu à Scammell qui en produira plusieurs milliers.
Dans les années 1930, les ventes du Napier Lion diminuent, n'étant plus compétitif face aux nouveaux moteurs plus performants développés à l'époque. Napier réagit en concevant les moteurs avec cylindres montés en H Napier Rapier (en) (16 cylindres) en 1929 et Napier Dagger (en) (24 cylindres) en 1934. Ces moteurs sont dérivés du Napier Cub (en) conçu en 1922, dont les cylindres étaient montés en X. Aucun de ces deux moteurs n'a eu les performances escomptés et ne parviennent pas à s'imposer face à leurs concurrents.

## Seconde Guerre mondiale

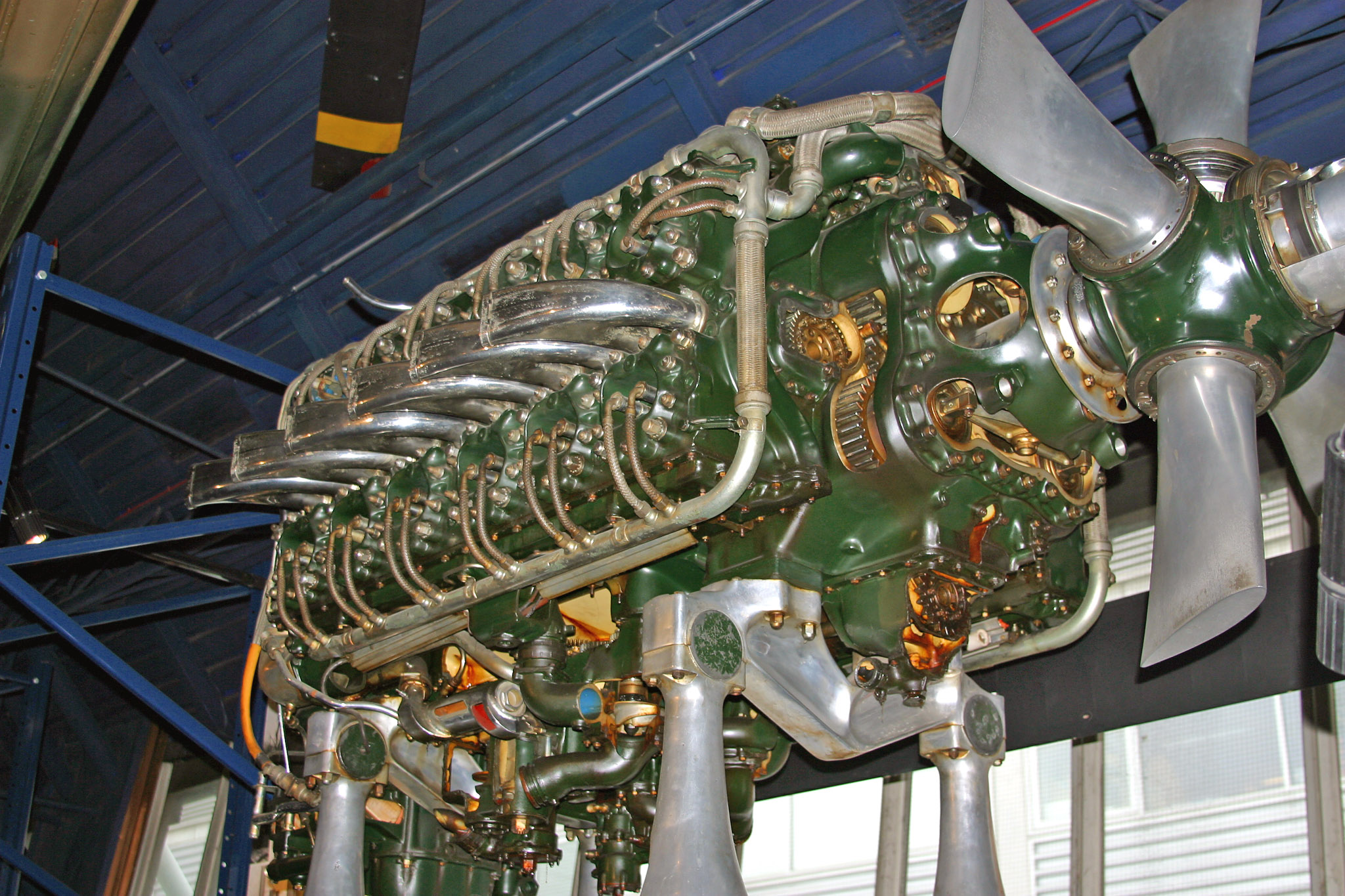
Le moteur Napier Sabre

Repartant à zéro, Napier décide d'utiliser le concept des soupapes à chemise louvoyante dans un gros bloc en H de 24 cylindres appelé le Napier Sabre. Conçu par Frank Halford, le développement du Sabre est compliqué par sa grande nouveauté et la difficulté d'adapter les chaînes de montage, si bien que le moteur n'entrera en production qu'en 1940 et que sa production à la chaîne ne sera rendue efficace qu'à partir de 1944. Les efforts pour améliorer le Napier Sabre conduisent au Sabre VII 3 500 chevaux, ce qui en faisait le moteur d'avion à hélice le plus puissant jamais conçu, bien qu'étant plus petit que ses concurrents.
Napier a également travaillé sur les moteurs Diesel. Dans les années 1930, Napier achète une licence pour construire des Junkers Jumo 204 (en) allemands appelés Napier Culverin (en). Mais le projet est abandonné avec le début de la Seconde Guerre mondiale.
Napier conçoit également une version marine du Lion appelée Sea Lion. Le Sea Lion développe 500 chevaux et est utilisé sur les vedettes rapides de sauvetage de la Royal Air Force. En 1944, la Royal Navy demande à Napier de fournir un moteur pour ses vedettes-torpilleurs. Le Culverin se révélant insuffisant, Napier conçoit le Napier Deltic en arrangeant trois Culverin en triangle. Considéré comme l'un des moteurs les plus complexes, le Deltic est néanmoins très fiable et équipera des locomotives (British Rail Class 55 (en)) après la guerre, en plus des torpilleurs, dragueurs de mines et autres navires de faible tonnage pour lesquels il a été conçu.
Durant la Seconde Guerre mondiale, un moteur de 6 cylindres de 300 pouces cubes pour véhicules terrestre fut commandé par le gouvernement, la conception fut vendue à Leyland Motors en 1945.

## Après guerre
Le dernier gros moteur Napier fut le Nomad une conception « turbo » combinant un moteur Diesel et une turbine de récupération de l'énergie qui serait perdue dans l'échappement. L'avantage de cette conception complexe était l'économie de carburant : elle avait la meilleure consommation spécifique de carburant de tous les moteurs d'avion, même à ce jour. Le Nomad a été largement ignoré par le marché, et a été dûment annulé.
Comme les autres fabricants de moteurs d'avion, Napier s'est tourné vers la conception de moteurs à réaction. Décidant d'attaquer le seul marché qui n'était pas encore saturé par les plus grands, Napier a commencé la conception d'un certain nombre de turbopropulseurs qui ont vu certaines application, notamment dans les hélicoptères.
Leur première conception, le Naiad et double Naiad étaient destinés à diverses conceptions de la Royal Navy Fleet Air Arm, mais n'eut finalement pas de débouché. De plus petits modèles, l'Eland de 3 000 ch et la Gazelle de 1 500 chevaux ont eu plus de succès, notamment le gazelle qui propulsait plusieurs modèles de l'hélicoptère Westland Wessex.

## English Electric
Napier avait été repris English Electric en 1942. En 1961, Rolls-Royce a acheté le département moteurs d'avion de Napier, et a continué à commercialiser le Gazelle, abandonnant l'Eland. Aujourd'hui, Napier n'est plus dans le domaine des moteurs, avec la fin des ventes du Deltic dans les années 1960 et n'avait pas de nouvelle conception moderne à offrir. Il est aujourd'hui fournisseur principal de turbocompresseurs, qui se retrouvent dans de nombreux moteurs.

## Indépendance
Aujourd'hui, Napier Turbochargers est une société indépendante qui emploie environ 160 personnes, après avoir appartenu à Siemens Power Generation (en), plus précisément Siemens Industrial Turbomachinery Ltd basée sur le même site de Lincoln quand elle a racheté Alstom Power Turbines en mars 2003 ; Alstom (ex-GEC-Alsthom) était propriétaire de l'entreprise depuis le rachat par GEC de English Electric dans les années 1960. Il a été acheté par Siemens en juin 2008 dans le cadre d'un management buy-out dirigée par le directeur général, Andy Thacker. Napier Turbochargers produit des turbocompresseurs axiaux pour les industries de la marine, l'énergie et le rail.